# Sen Joachima
Sen Joachima – fresk autorstwa Giotto di Bondone namalowany ok. 1305 roku dla kaplicy Scrovegnich w Padwie.
Jeden z 40 fresków namalowanych przez Giotta w kaplicy Scrovegnich należący do cyklu scen przedstawiających życie Joachima i Anny, rodziców Marii oraz Chrystusa. Historia rodziców Marii i jej samej pochodziła głównie z trzynastowiecznej Złotej legendy autorstwa Jakuba de Voragine'a oraz z Protoewangelii Jakuba z II wieku.

Po wyjściu na pustynie, Joachim oczekiwał znaku od Boga. W końcu przyszedł do niego anioł. Giotto przedstawił Joachima pogrążonego we śnie, anioł ukazuje się po lewej stronie: 

(...) Anioł bowiem Pański zstąpił do Joachima i powiedział: "Joachimie, Joachimie, wysłuchał Pan Bóg twoją modlitwę. Zstąp stąd! Oto bowiem żona twoja Anna poczęła w swoim łonie" (ProtEwJk 4 42-43)

Anioł trzyma w lewej ręce kij zakończony trzema liśćmi, symbol Trójcy. Joachim okryty jest czerwonym płaszczem o gotyckich fałdach: zastosowany światłocień wygładza za to postać. Po lewej stronie dwaj pasterze, osłupiali przyglądają się scenie. Jedynie pasące się owce nie zwracają uwagi na Bożego posłańca. Według Helen de Borchgrave Giotto buduje przestrzeń fizyczną i metafizyczną w krajobrazie. Ta prosta scena sugeruje, że sekretem szczęśliwego życia jest nie ideologia, lecz wiara; nie zamęt, lecz zdrowy rozsądek; nie pośpiech, lecz spokój